# Janeth Berrettini

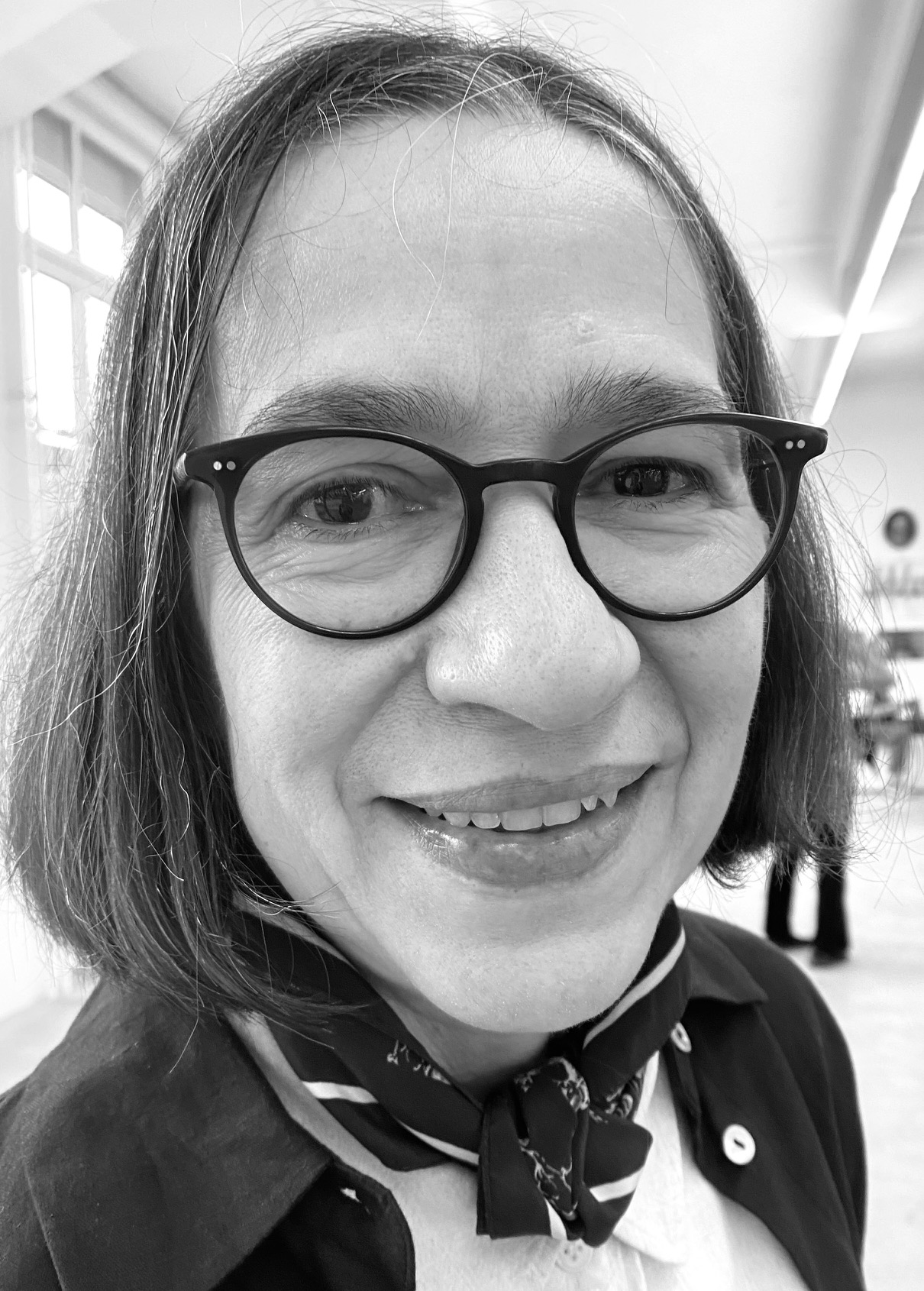
Janeth Berrettini (2023)

Janeth Berrettini (* 1964 in Caracas, Venezuela) ist eine venezolanische Künstlerin mit einem eigenständigen künstlerischen Standpunkt in Malerei, Performance, Installation und Video.

## Biographie
Janeth Berrettini präsentierte ihre Arbeiten in Einzel- und Gruppenausstellungen in Venezuela, Mexiko, USA, Australien, Deutschland und der Schweiz. Von 2000 bis 2006 führte Janeth Berrettini ein Atelier in Mazatlán, Mexiko und kuratierte zudem Ausstellungsreihen in Mexiko und Kalifornien. Seit 2006 lebt und arbeitet Janeth Berrettini in Zürich.

## Einzelausstellungen
- Nur Worte – Kunstcontainer, Zürich (2016)
- Rad – Zweiradgeber, Zürich (2015)
- Metamorphosen II – Expo Transkultur, Affoltern (2014)
- Vergessene Körper — Praxis Kreis 2, Zürich, Schweiz (2013)
- Metamorphosen — Rosenhofraum, Wädenswil, Schweiz (2013)
- Imagen — Artemis Open Studio, Rheinau, Schweiz (2009)
- Four Diptychs — Town Hall, Crown Centre, Stourbridge, England (2008)
- Tributo a mis Pies — Museum “Alfredo Zalce”, Morelia, México; Teatro Ocampo, Morelia, México; Cinépolis, Culiacan, México (2006)
- Imagen — 20. Festival für Zeitgenössischen Tanz, Teatro “José Limón”, Culiacán, México (2005)
- Muros — Balcones del Angel, Morelia, México (2005)
- Bici, Birula, Chancha, Rufa… — Museo de Arte de Mazatlán, Mazatlán, México (2003)
- Ubicus — Galería “L´atelier des Artist”, Puerto Vallarta, México (2002)
- Urbana Espirita — Museo del Valle del Fuerte, Los Mochis, México (2002)
- Urbana Espirita — Galeria La Querencia, Mazatlan, Mexico (2001)
- La Mar Primigenia — El Cid, Mazatlán, México (2000)
- Tiempos de Agua — Galería “Angela Peralta”, Mazatlán, México (2000)
- Berrettini — Burggalerie, Nohfelden, Deutschland (1997)
- Bodas Alquímicas — Galería “Viva Mexico”, Caracas, Venezuela (1992)
- Anastasia Pintando — Galería Lincoln, Caracas, Venezuela (1991)
- Los Amorosos — Galería “Viva México”, Caracas, Venezuela (1990)

## Kollektivausstellungen
- Wasser-Raum – Visitor Center Seepromenade, Rapperswil-Jona (2021)
- Triennale Grenchen, Xylographische Druckgrafik – Kunsthaus, Grenchen (2021)
- #disappearcovidnineteen – Corona Call, Visarte Zürich (2021)
- Mit allen Wassern – Museum Bickel, Walenstadt (2020)
- Blistering – Curator’s Voice Art Project, Miami, USA (2016)
- local genial – Tag der offenen Ateliers, Zürich (2013)
- Kunstszene Zürich – Frei Lager Areal, Zürich (2011)
- Presencia en la Naturaleza — Zeichnungen, zusammen mit Künstlerinnen aus USA, Australien, México. Museo de Arte, Mazatlán, México; Flinders University City Gallery, Adelaide, Australia; Galeria de Difucor, Culiacan, México; Museo Regional del Valle de El Fuerte, Los Mochis, México; Galleria Rubio del Angela Peralta Teatro, Mazatlán, México (2006–2008)
- Expo Meta — Zeichnungen. México, España, Taiwan (2006–2008)
- 3. Salón del Pequeño Formato — Galería “Angela Peralta”, Mazatlán, México (2006)
- Atelier für Skulptur und Keramik — Instituto CULTURA, Mazatlán, México(2001–2006)
- Norarte — Galería “Angela Peralta”, Mazatlán, México (2005)
- Interversiones — Centro Histórico, Mazatlán, Mexico (2005)
- 7 Mazatlecas en Culiacán — Sala “Inés Arredondo”, Culiacán, México (2005)
- Open Studio Tour — Galería “Angela Peralta”, Mazatlán, México (2005)
- 10. Salón de Pintura “Antonio López Sáenz” — Museo de Arte de Mazatlán, Mazatlán, México (2004)
- Expresiones de la Tierra — Galería “Angela Peralta”, Mazatlán, México (2004)
- México 4x1 — Museo de Arte de Mazatlán, Mazatlán, Mexico (2004)
- 1. Salón del Pequeño Formato — Galería “Angela Peralta”, Mazatlán, México (2003)
- The 11th International Small Art Exhibition “Suzuhiro Kamoboco”— Yoji Kuri, Japan (2003)
- Reactivo — Galería Arte Activo, Mazatlán, México (2003)
- Espacio 7. — Galería “Angela Peralta”, Mazatlán, México (2002)
- Semana Cultural Lésbica Gay — Museo del Chopo, México D.F., México (2002)
- Eternidad y Penumbra. Cuatro que Sueñan — Galería Altamira Fine Art, Caracas, Venezuela (1997)
- 2 ½ Venezolanos — Galería Art Kontor, Frankfurt, Deutschland (1996)
- Semana Cultural Venezolana — Freies Kulturzentrum Tattersall, Wiesbaden, Deutschland (1996)
- 1. Salón de Artes Visuales Chacao — Caracas, Venezuela (1994)
- CONFLUENCIAS — Museo de Petare, Caracas, Venezuela (1993)
- El Discreto encanto de la Exuberancia — Galería Banap, Caracas, Venezuela (1993)
- Dialogo con Federico Brandt — Galería Espacios Cálidos, Ateneo de Caracas, Caracas, Venezuela (1993)
- International Art Horizons — New York, USA (1991)
- Choque esos Cinco — Galería Viva Mexico, Caracas, Venezuela (1991)
- Celebraciones del Cuerpo — Galería America, Caracas, Venezuela (1991)
- Grafópolis — Galería Espacio Tirqeel, Caracas, Venezuela (1988)
- Homenaje a Juan Félix Sánchez — Nationale Wanderausstellung, Venezuela (1986)
- La EAP Cristóbal Rojas toma la CANTV — Escuela de Artes Plásticas“Cristóbal Rojas”, Caracas, Venezuela (1986)
- Exponemos — Galería El Nido del Callejón, Caracas, Venezuela (1986)

## Performance
- 2018 Kairographie – Umbau(t)räume Kunsthaus Glarus
- 2017 Lifeline – Klöntal Triennale, für San Kellers By Meter, Glarus / Klöntal Be Bike – Festival Livingroom mit Clarissa Hurst, Zürich / Bern
- 2016 Verstecken Baum in der Schule Spielen – Klima Garten, Zürich
- 2013 404 Directions III – Musik und Action Painting mit Hermann Bühler, Zürich
- 2011 Zona Incognita – Stromereien 11, Zürich
- 2010 Back the Clouds – 10 Jahren Genossenschaft Gleis 70, Zürich
- 2010 Mélange Étrange – Raumperformance mit 4 Videoprojektoren, Live Kamera. Tanzhaus Zürich und Cirquenflex Basel
- 2006 404 Directions II – Musik und Action Painting mit Hermann Bühler, Museum of Quilts, San José, USA
- 2006 404 Directions I – Musik und Action Painting mit Hermann Bühler, Jazzorca, Mèxico D.F., México
- 2006 scare away war – Interversiones Urbanas, San José, USA
- 2001 – 2004 Bühnendesign / Kostüme Delfos Danza Contemporánea – Teatro Angela Peralta, México

## Rauminstallation
- 2015 Bicla–Net III – Im Wunderbaren Reich jenseits der Hecke, Kreis 9 Fest, Zürich
- 2015 Bicla–Net II – Zweiradgeber, Zürich
- 2014 Bicla-Skulptur – Quartierzeit, Bern
- 2012 Bicla–Net I – Mazatlán, México
- 2006 Guerrilla Street – Interversiones Urbanas, San José, USA

## Video
- 2011 Cautiverio – 2:56 Min. Fragile Global Performance
- 2010 Mélange Étrange – Raumperformance mit 4 Videoprojektoren, 60 Min. Live Kamera. Tanzhaus Zürich und Cirquenflex Basel
- 2009 Paz – 1:26 Min. Performance von Janeth Berrettini, Plazuela Machado, Mazatlán, México
- 2006 Muros – 9:00 Min. Tanzperformance von La Serpiente Danza Contemporanea, Morelia, México
- 2003 Claustrocyclo – 6 Min. Video Loop für die Installation Bici Birulla, Mazatlán, México

## Kuratorische Projekte
- 2012 Interversiones V – Urbane Kunst im freien Raum, Mazatlán, México
- 2010 Auktion 10 Jahre Gleis 70 – Zürich 2008 Interversiones IV – Urbane Kunst im freien Raum, Mazatlán, México Festival de los Espejos – Zürich
- 2006 Interversiones III – Urbane Kunst im freien Raum, San José, USA Interversiones II – Urbane Kunst im freien Raum (Bildende Kunst und Literatur), Mazatlán, México
- 2005 Interversiones I – Urbane Kunst im freien Raum, Proyecto Centro Histórico, Mazatlán, México
- 2001 – 2006 Gründerin und Kuratorin von El Salon del Pequeño Formato – Mazatlán, México

## Lehraufträge
- 2010 – heute Atelier 2.30 – Kunstschule, Zürich
- 2000 – 2006 Atelier Keramik und Skulptur – Instituto CULTURA, Mazatlán, México

## Auszeichnungen und Aufträge
- 2021 Mini Print 2021 – 1. Preis Beste Interpretation „Zeit ohne Zeit“, Triennale Xylographische Druckgrafik, Kunsthaus Grenchen
- 2016 ETH Zürich – Verstecken Baum, Zürich
- 2016 Wynwood Juried Show Award – Auszeichnung Malerei, Miami
- 2015 Stadt Zürich – Bicla-Net, Zürich
- 2014 Kanton Zürich – Methamorphose II, Zürich
- 2011 STEO Stiftung – Zona Incognita, Zürich
- 2006 Artist Residence – Vorlesungen über Kunst im öffentlichen Raum, University of San José, San José, USA

## Ausbildung
- 1997–1999 Keramik – Museo de Arte Contemporaneo de Caracas, Caracas, Venezuela
- 1987–1988 Fotografie / Video – Consejo National de Cultura, CONAC, Caracas, Venezuela
- 1987 Metallverarbeitung – Instituto Nacional de Cooperación Educativa INCE, Caracas, Venezuela
- 1986–1989 Bildende Kunst – Escuela de Artes Plasticas Cristóbal Rojas, Caracas, Venezuela
- 1986 Contemporary Dance – Taller de Danza de Caracas, Caracas